# Lafey
Lafey – miasto w północno-wschodniej Kenii, w hrabstwie Mandera, około 10 km od granicy z Somalią. Liczy 22,8 tys. mieszkańców. 